# Verbeteringsgesticht
Een verbeteringsgesticht is een heropvoedingsinstelling voor probleemjongeren, die hun onaangepast gedrag moet pogen te corrigeren voordat ze als volwassene dreigen in de 'echte' gevangenis te belanden.
De formule is een kruising tussen een strenge kostschool en een jeugdgevangenis.
De term dateert uit de periode van autoritaire (her)opvoeding en is in het kader van een mildere pedagogische ingesteldheid niet zelden vervangen door eufemismen, zoals in Vlaanderen Gemeenschapsinstelling of in Nederland Jeugdinrichting, en allerlei termen voor 'bijzonder' onderwijs, zoals de Britse Approved schools.
Historisch hadden de Britse borstals (in diverse Commonwealthlanden nagevolgd) de reputatie bijzonder streng te zijn, met ongenadige lijfstraffen. Onvermogende volwassenen of hele gezinnen konden zelfs zonder misstappen in een armenhuis belanden, en het regime in een weeshuis was soms niet veel beter.